# Istospolna zakonska zveza
Istospolna zakonska zveza je zakonska zveza med dvema pripadnikoma istega spola, ki je izenačena z raznospolno zakonsko zvezo. Sicer številne države omogočajo istospolnim partnerjem istospolne partnerske zveze, vendar te niso povsem enakopravne poroki. 

### Legalnost istospolnih porok po svetu
Prva država, ki je uzakonila istospolno poroko, je bila Nizozemska, in sicer leta 2001. Do decembra 2016 so istospolno poroko uzakonile: Argentina, Belgija, Brazilija, Danska (razen Ferskih otokov), Francija, Islandija, Irska, Južna Afrika, Kanada, Kolumbija, Luksemburg, Mehika, Nizozemska, Norveška, Nova Zelandija, Portugalska, Španija, Švedska, Urugvaj, ZDA in Združeno kraljestvo Velike Britanije in Severne Irske. Leta 2017 so istospolne poroke uzakonile Finska, Malta in Nemčija ter Ferski otoki.
Na Tajvanu in Jerseyu so v postopku zakoni, ki priznavajo istospolne poroke.

## Časovnica
| 2001 | Nizozemska (1. april) |
| 2002 | / |
| 2003 | Belgija (1. junij), Ontario, Kanada (10. junij), Britanska Kolumbija (8. julij) |
| 2004 | Quebec, Kanada (19. marec), Massachusetts, ZDA (17. maj), Yukon, Kanada (14. julij), Manitoba, Kanada (16. september), Nova Scotia, Kanada (24. september), Saskatchewan, Kanada (5. november), Nova Fundlandija in Labrador, Kanada (21. december) |
| 2005 | New Brunswick, Kanada (23. junij), Španija (3. julij), Kanada [na državni ravni] (20. julij) |
| 2006 | Južna Afrika (30. november) |
| 2007 | / |
| 2008 | Kalifornija, ZDA (16. junij, prekinitev 5. novembra; nadaljevanje 28. junija 2013), Connecticut, ZDA (12. november) |
| 2009 | Norveška (1. januar), Iowa, ZDA (27. april), Švedska (1. maj), indijansko pleme Coquille (Oregon, ZDA) (maj), Vermont, ZDA (1. september) |
| 2010 | New Hampshire, ZDA (1. januar), Zvezno okrožje Kolumbija, ZDA (3. marec), Ciudad de México, Mehika (4. marec), Portugalska (5. junij), Islandija (27. junij), Argentina (22. julij) |
| 2011 | New York, ZDA (24. julij), indijansko pleme Suquamish (Washington, ZDA) (1. avgust) |
| 2012 | Alagoas, Brazilija (6. januar), Quintana Roo, Mehika (maj), Danska (15. junij), Santa Rita do Sapucaí, Brazilija (11. julij), Sergipe, Brazilija (15. julij), Espírito Santo, Brazilija (15. avgust), Karibska Nizozemska (10. oktober), Bahia, Brazilija (26. november), Brazilski federalni distrikt (1. december), Washington, ZDA (6. december), plemenska jurisdikcija Port Gamble S’Klallam, Washington, ZDA (9. december), Piauí, Brazilija (15. december), Maine, ZDA (29. december) |
| 2013 | Maryland, ZDA (1. januar), São Paulo, Brazilija (16. februar), Ceará, Brazilija in indijansko pleme Little Traverse Bay Bands of Odawa Indians (Michigan, ZDA) (15. marec), Paraná, Brazilija (26. marec), Mato Grosso do Sul, Brazilija (2. april), Rondônia, Brazilija (26. april), Santa Catarina in Paraíba, Brazilija (29. april), indijansko pleme Pokagon Band of Potawatomi Indians (Michigan, ZDA) (8. maj), Brazilija [na državni ravni] (16. maj), Francija (18. maj), indijansko pleme Santa Ysabel (Kalifornija, ZDA) (24, junij), Kalifornija (28. junij), Delaware, ZDA (1. julij), Minnesota in Rhode Island, ZDA (1. avgust), indijansko pleme Grand Portage Band of Chippewa, ZDA, (1. avgust), Urugvaj (5. avgust), Nova Zelandija (19. avgust), Doña Ana (okrožje), Nova Mehika, ZDA (21. avgust), Santa Fe (okrožje), Nova Mehika, ZDA (23. avgust), Bernalillo (okrožje), Nova Mehika, ZDA (26. avgust), San Miguel County, New Mexico, Nova Mehika, ZDA (27. avgust), Valencia (okrožje), Nova Mehika, ZDA (27. avgust), Taos (okrožje), Nova Mehika, ZDA (28. avgust), Los Alamos (okrožje), Nova Mehika, ZDA (4. september), plemena rezervata Colville, Washington, ZDA (5. september), Grant (okrožje), Nova Mehika, ZDA (9. september), plemeni Cheyenne in Arapaho, Oklahoma, ZDA (18. oktober), New Jersey, ZDA (21. oktober), plemenska jurisdikcija Leech Lake Band of Ojibwe, Minnesota, ZDA (15. november),Havaji, ZDA (2. december), Nova Mehika, ZDA [na zvezni ravni] (19. december) |
| 2014 | Anglija in Wales (13. marec) |
| 2015 | Luksemburg (1. januar), Mehika (12. junij), ZDA (26. junij), Irska (16. november) |
| 2016 | Grenlandija, Danska (1. april), Kolumbija (7. april) |
| 2017 | Finska (1. marec), Malta (1. september), Nemčija (1. oktober), Baja California, Mehika (3. november), Avstralija (9. december) |